# Simone Elkeles
Simone Elkeles − amerykańska pisarka powieści romantycznych dla nastolatków.
Zdobywczyni m.in. nagrody RITA za książkę Perfect Chemistry oraz tytułu Autora Roku przyznanego jej przez Illinois Association of Teachers of English.